# Férfi 10 méteres toronyugrás a 2013-as mű- és toronyugró-Európa-bajnokságon
A 2013-as mű- és toronyugró Európa-bajnokságon a férfi 10 méteres toronyugrás versenyszámát június 23-án rendezték meg a Neptun Swimming Poolban. A toronyugrás döntőjében ukrán siker született Olekszandr Bondar révén.

## Versenynaptár
Az időpontok helyi idő szerint olvashatóak.
| Dátum                      | Időpont | Forduló   |
| -------------------------- | ------- | --------- |
| 2012. június 23., vasárnap | 13:25   | Selejtező |
| 2012. június 23., vasárnap | 17:55   | Döntő     |

## Eredmény
| #  | Versenyző                | Ország                   | Selejtező | Selejtező | Döntő  | Döntő   |
| #  | Versenyző                | Ország                   | Pontok    | Rangsor   | Pontok | Rangsor |
| -- | ------------------------ | ------------------------ | --------- | --------- | ------ | ------- |
|    | Olekszandr Bondar        | Ukrajna (UKR)            | 480,15    | 1         | 521,45 | 1       |
|    | Patrick Hausding         | Németország (GER)        | 459,55    | 2         | 514,65 | 2       |
|    | Viktor Minyibajev        | Oroszország (RUS)        | 459,40    | 3         | 500,35 | 3       |
| 4  | Szergej Nazin            | Oroszország (RUS)        | 450,95    | 4         | 485,10 | 4       |
| 5  | Anton Zaharov            | Ukrajna (UKR)            | 361,10    | 11        | 483,55 | 5       |
| 6  | Vadim Kaptur             | Fehéroroszország (BLR)   | 429,15    | 5         | 471,70 | 6       |
| 7  | Andrea Chiarabini        | Olaszország (ITA)        | 355,15    | 12        | 435,20 | 7       |
| 8  | Maicol Verzotto          | Olaszország (ITA)        | 379,20    | 9         | 412,80 | 8       |
| 9  | James Denny              | Egyesült Királyság (GBR) | 386,75    | 8         | 405,10 | 9       |
| 10 | Daniel Goodfellow        | Egyesült Királyság (GBR) | 406,40    | 6         | 399,05 | 10      |
| 11 | Espen Valheim            | Norvégia (NOR)           | 368,95    | 10        | 369,15 | 11      |
| 12 | Dominik Stein            | Németország (GER)        | 390,10    | 7         | 342,15 | 12      |
|    |                          |                          |           |           |        |         |
| 13 | Jesper Tolvers           | Svédország (SWE)         | 351,10    | 13        |        |         |
| 14 | Daniel Jensen            | Norvégia (NOR)           | 342,35    | 14        |        |         |
| 15 | Heikki Makikallio        | Finnország (FIN)         | 300,15    | 15        |        |         |
| 16 | Cătălin Constantin Cozma | Románia (ROU)            | 275,55    | 16        |        |         |